# Oligactis asplundii
Oligactis asplundii là một loài thực vật có hoa thuộc họ Asteraceae.
Loài này chỉ có ở Ecuador và Chúng hiện đang bị đe dọa vì mất môi trường sống.
Môi trường sống tự nhiên của chúng là vùng núi ẩm nhiệt đới hoặc cận nhiệt đới.